# Pitti-Dibamba
Pitti-Dibamba est un village de la commune de Dizangué, dans le département de la Sanaga-Maritime et la région du Littoral au Cameroun.

## Géographie
Situé sur la rive gauche de la Dibamba, il  est desservi par la route D58 à 39 km au nord du chef-lieu de la commune Dizangué.

## Histoire
Selon la chronologie du pasteur Brutsch, c'est de Pitti sur la Dibamba, que sont partis, en 1706, les Douala pour s'établir sur les rives du Wouri, emplacement actuel de Douala.

## Population
En 1967 le village comptait 730 habitants, dont une forte proportion de Longasse bassaphone mais d'origine BoMbôngô.
La population du village relevée lors de la planification participative d'août 2011 est de 1 250 habitants. 

## Cultes
En 1967 le village disposait d'une école catholique à cycle complet.
La paroisse catholique Saints martyrs de l'Ouganda de Pitti Dibamba est rattachée à la zone pastorale du lac Ossah du diocèse d'Edéa.